# الجالية السعودية في الكويت
الجالية السعودية في دولة الكويت هم المواطنون السعوديون المقيمون في الكويت بصفة دائمة أو مؤقتة أغلبهم من أجل العمل و بعضهم لأسباب اجتماعية، عددهم 540 ألف في الكويت ويعملون بوزارة الداخلية (الشرطة الكويتية) والجيش الكويتي. و بالتالي يكون أكبر تجمع للسعوديين في الخليج العربي خارج السعودية هو في الكويت